# اکسپرسیونیسم انتزاعی
هیجان‌نمایی انتزاعی یا اکسپرسیونیسم آبستره (به انگلیسی: Abstract Expressionism) شیوهٔ هنری نوینی است که از دههٔ ۱۹۴۰ در نیویورک، متأثر از دو شیوهٔ هیجان‌نمایی (اکسپرسیونیسم) و فراواقع‌گرایی (سورئالیسم) پا گرفت؛ در این طرز بیان تلاش می‌شود تا شکل و فضا از قید بازنمایی عینی و سنتی رها شود. به دلیل گرد هم آمدن هنرمندان این مکتب در شهر نیویورک، هیجان‌نمایی انتزاعی گاه با عنوان مکتب نیویورک نیز شناخته می‌شود.
در حوزه نقاشی، هیجان‌نمایی انتزاعی مکتبی است که در سال ۱۹۱۲ با انتشار مجلهٔ سوارکار آبی از مکتب هیجان‌نمایی ایجاد شد. پیشوایان این مکتب واسیلی کاندینسکی، پل کله و فرانز مارک در مونیخ بودند.

## پیشینه
دهه‌های ۱۹۴۰ و ۱۹۵۰ شاهد ورود ایالات متحده آمریکا به بازار جهانی هنر بود. در برگردان آمریکایی ایده‌های نوگرایانه اروپایی، شکل‌های هندسی کوبیسم، آثار و رنگ‌های هیجان‌نمایانه آلمانی و لحظه‌گرایی فراواقع‌گرایانه با هم مخلوط شدند و در بوم‌های بزرگ نقاشی که گاه به اندازه یک دیوار می‌شدند، نمود پیدا کردند. این هنگامی بود که نیویورک در دهه ۱۹۳۰ توانسته بود فضایی مستعد برای رشد هنر نوین در آمریکا ایجاد کرده باشد. پیدایش فاشیسم و احتمال جنگ در اروپا، همچنین فضای پس از رکود بزرگ، طیف‌های مختلف هنرمندان مهاجر و بومی را در نیویورک برخورد داده بود.
موزه هنر مدرن (MoMA) نیویورک در سال ۱۹۳۷، نقاشی گرنیکا اثر پیکاسو را به نمایش گذاشت و در همان سال، نمایش آثار واسیلی کاندینسکی در مراسم گشایش موزه سولومون آر. گوگنهایم آغازگر موجی تازه در میان هنرمندان ساکن نیویورک شد. دیدار دیه‌گو ریورا، نقاش نامدار مکزیکی، از نیویورک و نقاشی‌های با ابعاد بزرگ او، هنرمندان نیویورکی را با ابعاد غیرمعمول آشنا کرد و هانس هافمن آلمانی و مهاجر، نخستین آموزه‌های نگری در زمینه هنر هیجان‌نمایی انتزاعی را ساختاربندی کرد.
در طی دوران موسوم به جنگ سرد، سازمان سیا با رونق غیرمستقیم و تقویت سبک هنری اکسپرسیونیسم انتزاعی، به مبارزه فرهنگی با بلوک شرق می‌پرداخت.

## هنرمندان
از میان شاخص‌ترین هنرمندان سبک اکسپرسیونیسم انتزاعی  می‌توان به هانری ماتیس، جکسون پولاک، مارک توبی، آرشیل گورکی، ویلم دکونینگ و مارک روتکو اشاره کرد.

ماتیس با نقاشی آتلیه سرخ به شهرت رسید. پولاک با استفاده از شیوه‌ای نو (که بعدها با عنوان نقاشی کنشی معروف شد) آثاری درهم پیچیده و باطراوت آفرید. روتکو نیز از هرگونه خط نگاری پرهیز کرد و نام‌گذاری عددی ساده را جایگزین القاب سنگین پیشین کرد.

## ویژگی‌ها
این سبک آمیزه‌ای از هیجان اکسپرسیونیستی، نگاره‌های ساده بدوی (نقاشی شنی سرخ‌پوستی و باغ‌های ذن) و تجربه‌ای از نظم در غالب بی نظمی بود.
هنرمندان این سبک بیش از آنکه در سبک باهم شباهت داشته باشند، در نگرش و دیدگاه دارای وجه اشتراکند:
همه می‌خواهند قیود و تکنیک‌های سنتی و دستوری را زیر پا بگذارند و ضوابط دیرینهٔ زیبایی شناختی را لغو اعلام کنند که نمونه بارز آن نقاشی‌های جکسون پولاک است.

## نگارخانه

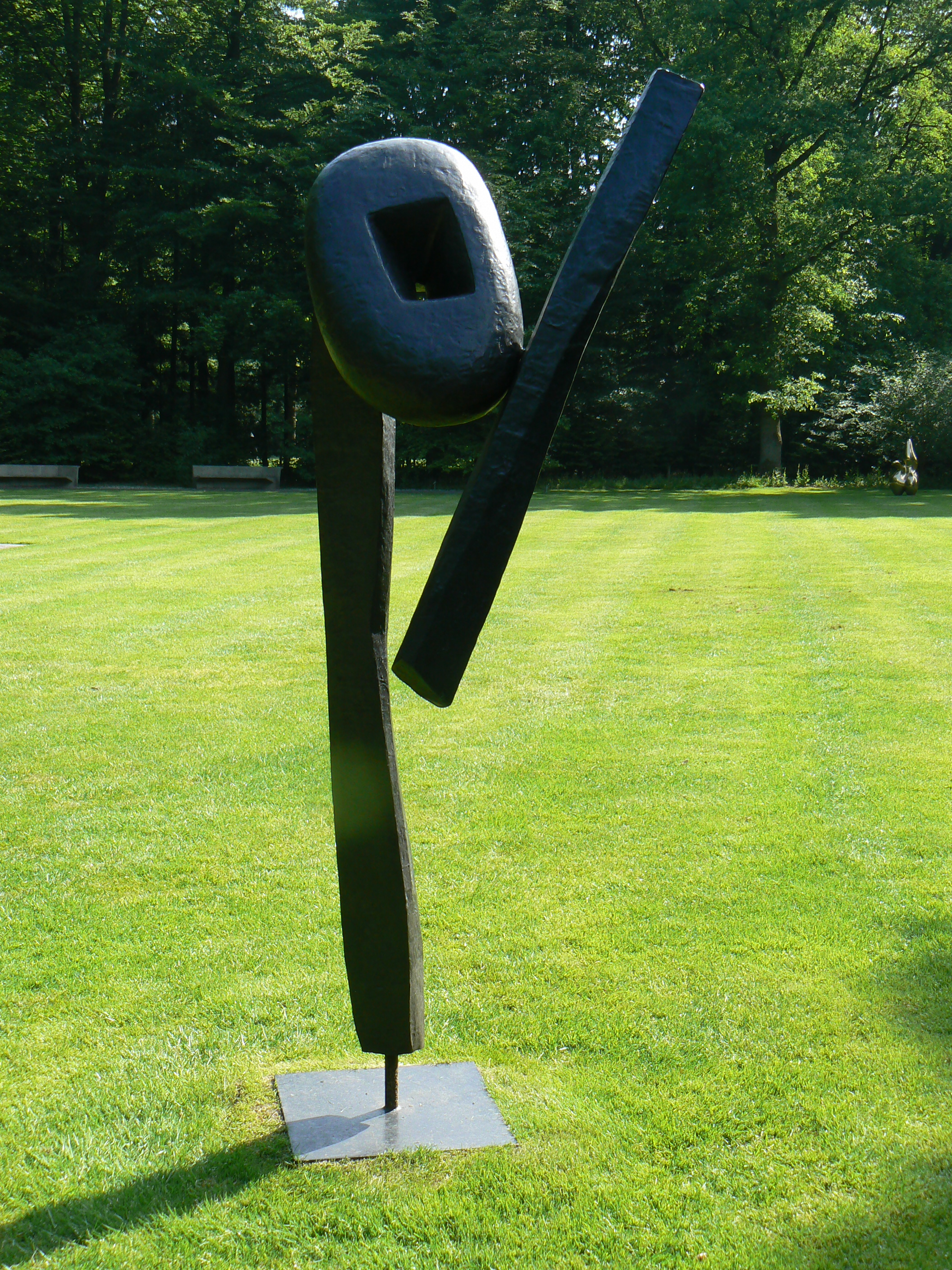
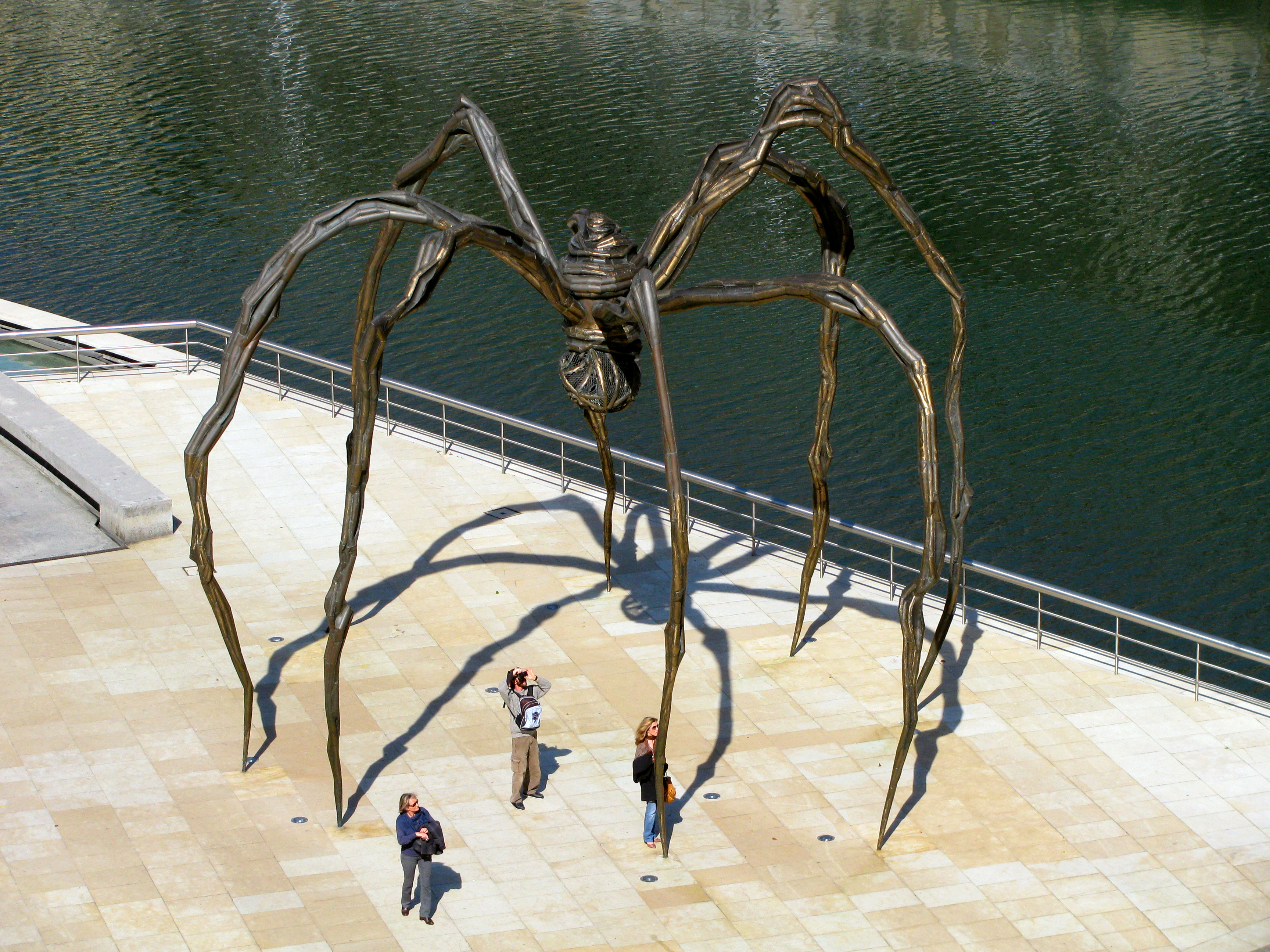
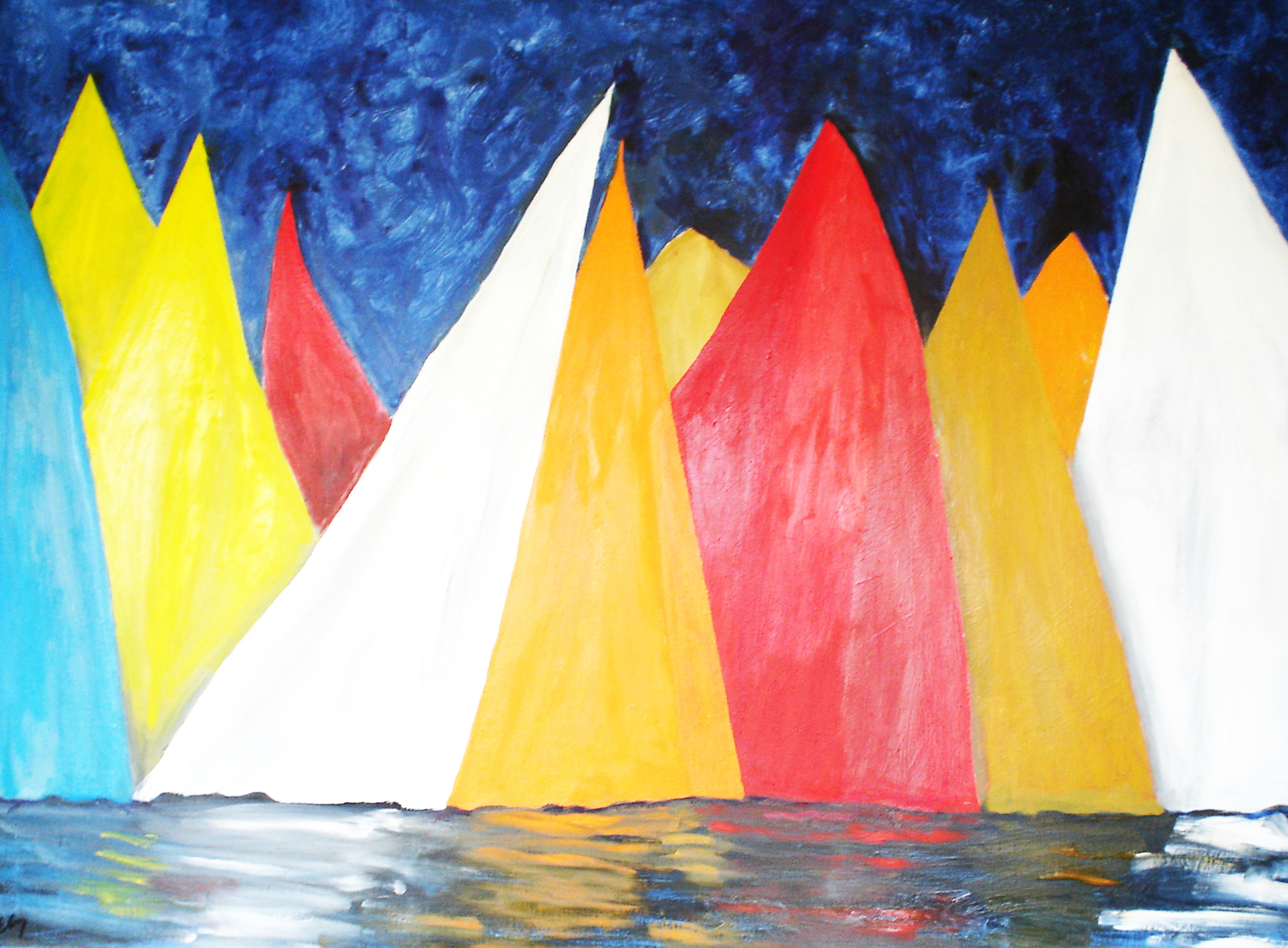